# Bill Conti
William "Bill" Conti (Providence, Rhode Island; 13 de abril de 1942) es un compositor de música cinematográfica estadounidense de origen italiano.
Empezó a estudiar piano a los siete años, para luego ingresar en la Universidad Estatal de Luisiana y a la Juilliard School of Music. Debutó con la dirección musical de Blume in Love.
Ha sido el director musical de las ceremonias de entrega de los Óscar durante varios años.
Es conocido en el mundo entero por el tema principal de la película Rocky y Karate Kid. Y por los temas de varias de las más importantes series de televisión de los años 1980: Falcon Crest, Dinastía, Los Colby y Norte y Sur.
Fue nominado 3 veces a los Óscar y es ganador de una estatuilla; fue nominado primero en 1976 por el tema de Rocky "Gonna Fly Now", luego en 1981 con el tema Solo para tus ojos, de la película del mismo nombre, y finalmente fue ganador en 1983 con Elegidos para la gloria.

## Filmografía parcial
- 1969 - Un sudario a la medida
- 1969 - Juliette de Sade
- 1970 - El jardín de los Finzi Contini
- 1970 - Microscopic Liquid Subway to Oblivion
- 1973 - Blume in Love, de Paul Mazursky
- 1974 - Harry y Tonto
- 1976 - Próxima parada: Greenwich Village, de Paul Mazursky
- 1976 - Rocky (nominada a los Óscar)
- 1978 - Una mujer descasada
- 1978 - Slow Dancing in the Big City (Danza lenta en la gran ciudad), de John G. Avildsen
- 1978 - FIST. Símbolo de fuerza, de Norman Jewison
- 1978 - La cocina del infierno
- 1979 - The Fantastic Seven
- 1979 - Rocky II
- 1979 - Un hombre, una mujer, un banco
- 1979 - La chica de oro
- 1980 - The Formula (La fórmula), de John G. Avildsen
- 1980 - Gloria, de John Cassavetes
- 1980 - La recluta Benjamín
- 1981 - Evasión o victoria
- 1981 - For Your Eyes Only (nominada a los Óscar)
- 1981 - Mis locos vecinos, de John G. Avildsen
- 1981 - Victory
- 1981 - Yo, el jurado
- 1981 - Llámame Mr. Charley
- 1982 - That Championship Season (Cuando fuimos campeones)
- 1982 - Rocky III
- 1982 - Chicos perversos
- 1983 - Elegidos para la gloria (Óscar a la mejor banda sonora)
- 1983 - Tal para cual
- 1984 - Karate Kid
- 1984 - Unfaithfully Yours / Infielmente tuya
- 1985 - FX, efectos mortales
- 1985 - Norte y Sur
- 1985 - Nómadas
- 1985 - Rocky IV
- 1985 - Gotcha!
- 1986 - Karate Kid II
- 1986 - 50 Years of Action!
- 1987 - Masters of the Universe
- 1987 - Al filo de la noticia
- 1987 - The Boss' Wife (La mujer del jefe)
- 1987 - A Prayer for the Dying (Réquiem por los que van a morir), de Mike Hodges
- 1987 - Baby Boom (Baby, tú vales mucho)
- 1988 - Betrayed (Sendero de traición / Senderos de sospecha), de Costa Gavras
- 1988 - El gran azul (Música de la versión estadounidense, la europea es de Éric Serra)
- 1989 - Encerrado
- 1989 - Karate Kid III
- 1989 - La mujer biónica
- 1989 - Lean on Me (Escuela de rebeldes)
- 1989 - La cuarta guerra
- 1990 - Rocky V
- 1991 - El año de las armas
- 1991 - El desafío
- 1992 - Ocho segundos
- 1992 - Nails
- 1993 - Las aventuras de Huckleberry Finn
- 1993 - Sangre por sangre
- 1993 - El nuevo Karate Kid
- 1994 - The Scout (El cazatalentos), de Michael Ritchie
- 1996 - Spy Hard (Espía como puedas)
- 1996 - Napoleón, el perrito aventurero
- 1998 - Winchel: cronista de sociedad
- 1999 - The Thomas Crown Affair
- 2000 - Infierno
- 2001 - Tortilla Soup
- 2002 - Avenging Angelo (El protector)
- 2004 - Soul Plane
- 2004 - My Baby's Daddy
- 2006 - Rocky Balboa
- 2007 - Tirda contra Bloody Rabbit Squirt Searchador de Anothers
- 2009 - The Perfect Game
- 2014 - El fallecido

## Premios y distinciones
Premios Óscar
| Año  | Categoría                   | Canción            | Película                | Resultado |
| ---- | --------------------------- | ------------------ | ----------------------- | --------- |
| 1977 | Mejor Canción               | Gonna Fly Now      | Rocky                   | Nominado  |
| 1982 | Mejor Canción               | For your eyes only | Sólo para sus ojos      | Nominado  |
| 1984 | Mejor banda sonora original | -                  | Elegidos para la gloria | Ganador   |